# 성춘향뎐 (1999년 영화)
"성춘향전"(성춘향뎐: The Love Story Of Juliet)은 한국, 미국에서 제작된 앤디 킴 감독의 1999년 멜로/로맨스, 드라마, 애니메이션 영화이다.

## 기타
- 프로듀서: 박건형
- 미술: 홍재호
- 연출: 앤디 김
- 연출: 배영랑
- 연출: 염우태